# Draft de la NBA de 1981
El Draft de la NBA de 1981 fue el trigésimoquinto draft de la National Basketball Association (NBA). El draft se celebró el 9 de junio de 1981 antes del comienzo de la temporada 1981-82. El draft fue retransmitido en los Estados Unidos por USA Network.
En este draft, veintitrés equipos de la NBA seleccionaron a jugadores amateurs del baloncesto universitario y otros jugadores elegibles, incluidos internacionales. Los jugadores que hubiesen terminado el periplo universitario de cuatro años estaban disponibles para ser seleccionados. Antes del draft, cinco jugadores que no habían terminado los cuatro años universitarios anunciaron que abandonaban la universidad antes de tiempo para presentarse al draft.
Las dos primeras elecciones del draft correspondieron a los equipos que finalizaron en la última posición en cada división, con el orden determinado por un lanzamiento de moneda. Dallas Mavericks ganó el primer puesto del draft, mientras que Detroit Pistons fue premiado con la segunda elección. Los demás equipos seleccionaron en orden inverso al registro de victorias-derrotas en la temporada anterior. El draft consistió de diez rondas y 223 jugadores fueron seleccionados.

## Selecciones y notas del draft
Mark Aguirre, de la Universidad de DePaul, ganador del Naismith College Player of the Year en 1980, fue seleccionado en la primera posición del draft por Dallas Mavericks. Aguirre, que se mantuvo tres años en la universidad, se convirtió en el segundo jugador elegido en la primera posición de un draft en no finalizar los cuatro años universitarios, tras Magic Johnson en 1979. Detroit Pistons seleccionó en la segunda posición a Isiah Thomas, un sophomore de la Universidad de Indiana. Thomas ganó el campeonato de la NCAA con Indiana y fue nombrado Mejor Jugador del Torneo de la NCAA. New Jersey Nets seleccionó con la tercera posición a otro junior, Buck Williams, de la Universidad de Maryland. Williams ganó el Rookie del Año de la NBA y disputó el All-Star Game de la NBA en su primera temporada. Este draft fue el primero en el que las tres primeras elecciones fueron underclassmen (jugadores que no han completado los cuatro años universitarios). Danny Ainge, ganador del Premio John R. Wooden en 1981, fue seleccionado en la trigésimoprimera elección por Boston Celtics. Ainge había jugado al béisbol profesional desde 1979 con Toronto Blue Jays en la Major League Baseball (MLB) mientras jugaba al baloncesto en la Universidad de Brigham Young. Ainge declaró que prefería continuar jugando al béisbol, pero los Celtics le convencieron para jugar al baloncesto con ellos. Es uno de los doce deportistas que ha jugado en la NBA y MLB.
Thomas es el único jugador del draft que fue incluido en el Basketball Hall of Fame, y fue nombrado uno de los 50 mejores jugadores en la historia de la NBA en 1996. Pasó sus trece años de carrera profesional en Detroit Pistons y ganó dos campeonatos de la NBA. También fue nombrado MVP de las Finales de la NBA, incluido en el mejor quinteto de la NBA en cinco ocasiones consecutivas y en doce All-Star Game de la NBA consecutivos. Tras retirarse como jugador, Thomas se convirtió en entrenador y dirigió a Indiana Pacers y New York Knicks. Aguirre ganó dos campeonatos con Thomas en los Pistons y disputó tres All-Star Game. Williams fue incluido en un mejor quinteto, en tres All-Star Games y en cuatro mejores quintetos defensivos. Tom Chambers, la octava elección, fue incluido en el mejor quinteto de la liga en dos ocasiones y participó en cuatro All-Star Games. Otros cinco jugadores de este draft, la séptima elección Steve Johnson, la novena Rolando Blackman, la duodécima Kelly Tripucka, la vigésima Larry Nance y la trigésimoprimera Danny Ainge, disputaron al menos un All-Star Game cada uno. Eddie Johnson, la vigesimonovena elección, ganó el premio al Mejor Sexto Hombre de la NBA en 1989. Además de Thomas, otros cuatro jugadores se convirtieron en entrenadores de la NBA: Ainge, la undécima elección Frank Johnson, la decimocuarta Herb Williams y la 179.ª Jay Triano.
En la octava ronda, Golden State Warriors utilizó la 171.ª elección para seleccionar a Yasutaka Okayama, un pívot japonés de 2.34 metros de altura y 150 kilos de peso. Okayama, que jugó al baloncesto en la Universidad de Portland durante una temporada y media en 1976 como estudiante de intercambio, rechazó una prueba con los Warriors y nunca jugó en la NBA. Es el jugador de mayor estatura en la historia del Draft de la NBA y podría haber sido el jugador más alto en la historia de la NBA. San Diego Clippers utilizó su última elección en el draft, la 210.ª, para seleccionar a Tony Gwynn, que jugó al béisbol y al baloncesto en la Universidad Estatal de San Diego. Gwynn también fue elegido en el Draft de la MLB de 1981 por San Diego Padres, y optó por jugar al béisbol y completó una carrera profesional de veinte temporadas con los Padres. Recibió múltiples premios durante su carrera, es uno de los veintiocho jugadores en la historia de la MLB con 3.000 hits, y fue incluido en el Salón de la Fama del Béisbol en 2007. Kenny Easley, una estrella del fútbol americano universitario de la Universidad de California, Los Ángeles, fue seleccionado por Chicago Bulls en la 216.ª posición en la décima ronda. Easley, que fue seleccionado en la cuarta posición en el Draft de la NFL de 1981 por Seattle Seahawks, jugó siete temporadas en los Seahawks y recibió varios premios individuales hasta su retirada en 1988 debido a problemas en el riñón.

## Leyenda
|  | Denota jugador miembro del Basketball Hall of Fame                                                 |
|  | Denota jugador que ha sido seleccionado al menos en un All-Star Game y un Mejor Quinteto de la NBA |
|  | Denota jugador que ha sido seleccionado al menos en un All-Star Game                               |
|  | Denota jugador que nunca ha jugado en la NBA                                                       |

## Draft

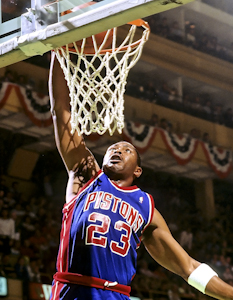
Mark Aguirre, la 1.ª elección.

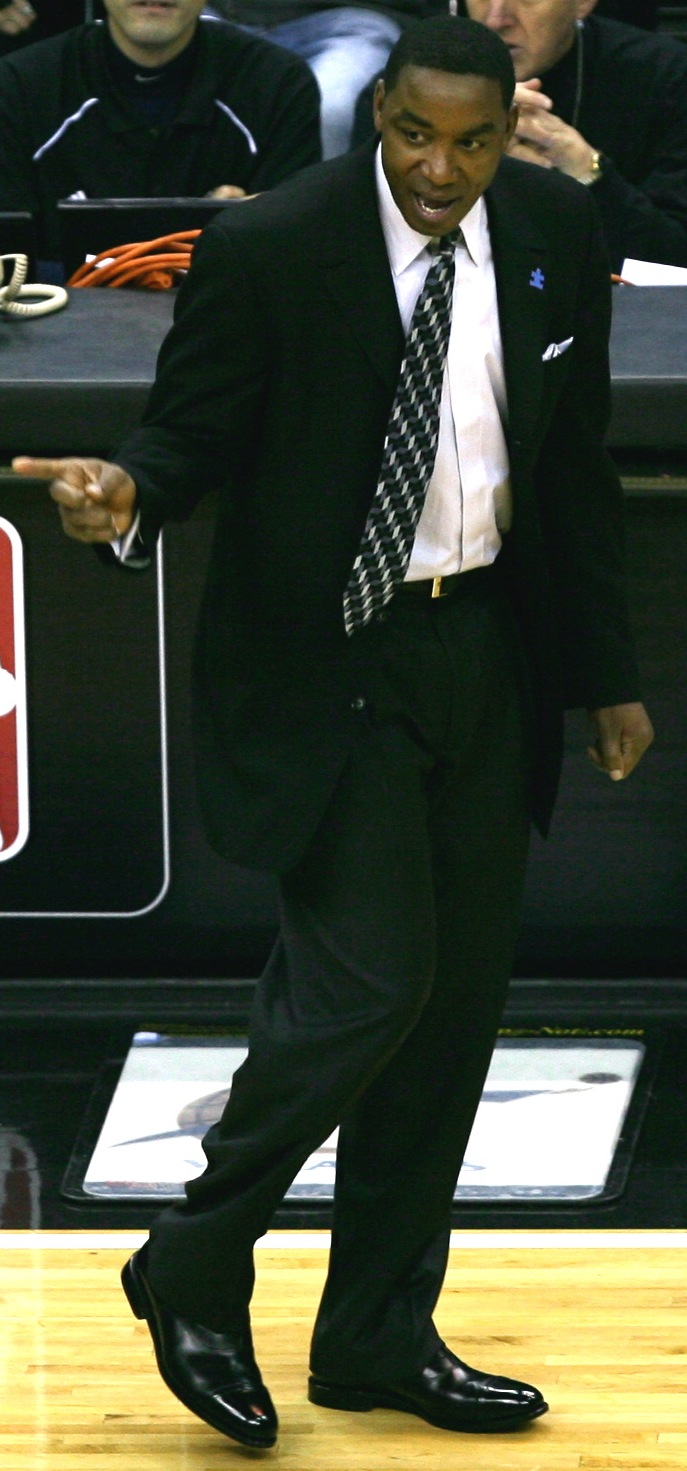
Isiah Thomas, la 2.ª elección.

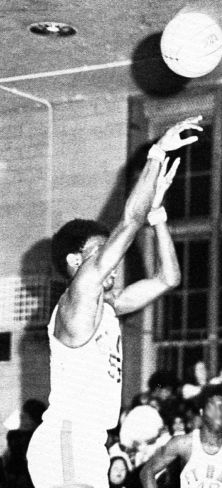
Albert King, la 10.ª elección.

| Ronda | Pick | Jugador            | Pos. | Nacionalidad            | Equipo                                                                 | Universidad/equipo       |
| ----- | ---- | ------------------ | ---- | ----------------------- | ---------------------------------------------------------------------- | ------------------------ |
| 1     | 1    | Mark Aguirre       | G/F  | Estados Unidos          | Dallas Mavericks                                                       | DePaul (Jr.)             |
| 1     | 2    | Isiah Thomas       | G    | Estados Unidos          | Detroit Pistons                                                        | Indiana (So.)            |
| 1     | 3    | Buck Williams      | F/C  | Estados Unidos          | New Jersey Nets                                                        | Maryland (Jr.)           |
| 1     | 4    | Al Wood            | G/F  | Estados Unidos          | Atlanta Hawks (desde Cleveland vía Philadelphia, Portland y Chicago)   | North Carolina (Sr.)     |
| 1     | 5    | Danny Vranes       | F    | Estados Unidos          | Seattle SuperSonics (desde Utah)                                       | Utah (Sr.)               |
| 1     | 6    | Orlando Woolridge  | F    | Estados Unidos          | Chicago Bulls (desde Atlanta)                                          | Notre Dame (Sr.)         |
| 1     | 7    | Steve Johnson      | F/C  | Estados Unidos          | Kansas City Kings (desde Seattle vía New York)                         | Oregon State (Sr.)       |
| 1     | 8    | Tom Chambers       | F/C  | Estados Unidos          | San Diego Clippers                                                     | Utah (Sr.)               |
| 1     | 9    | Rolando Blackman   | G    | Panamá · Estados Unidos | Dallas Mavericks (desde Denver)                                        | Kansas State (Sr.)       |
| 1     | 10   | Albert King        | G/F  | Estados Unidos          | New Jersey Nets (desde Golden State vía Portland)                      | Maryland (Sr.)           |
| 1     | 11   | Frank Johnson      | G    | Estados Unidos          | Washington Bullets                                                     | Wake Forest (Sr.)        |
| 1     | 12   | Kelly Tripucka     | G/F  | Estados Unidos          | Detroit Pistons (desde Kansas City)                                    | Notre Dame (Sr.)         |
| 1     | 13   | Danny Schayes      | F/C  | Estados Unidos          | Utah Jazz (desde Houston)                                              | Syracuse (Sr.)           |
| 1     | 14   | Herb Williams      | F/C  | Estados Unidos          | Indiana Pacers                                                         | Ohio State (Sr.)         |
| 1     | 15   | Jeff Lamp          | G/F  | Estados Unidos          | Portland Trail Blazers                                                 | Virginia (Sr.)           |
| 1     | 16   | Darnell Valentine  | G    | Estados Unidos          | Portland Trail Blazers (desde Chicago)                                 | Kansas (Sr.)             |
| 1     | 17   | Kevin Loder        | G/F  | Estados Unidos          | Kansas City Kings (desde New York vía Cleveland)                       | Alabama State (Sr.)      |
| 1     | 18   | Ray Tolbert        | F    | Estados Unidos          | New Jersey Nets (desde San Antonio)                                    | Indiana (Sr.)            |
| 1     | 19   | Mike McGee         | G/F  | Estados Unidos          | Los Angeles Lakers                                                     | Michigan (Sr.)           |
| 1     | 20   | Larry Nance        | F/C  | Estados Unidos          | Phoenix Suns                                                           | Clemson (Sr.)            |
| 1     | 21   | Alton Lister       | F/C  | Estados Unidos          | Milwaukee Bucks                                                        | Arizona State(Sr.)       |
| 1     | 22   | Franklin Edwards   | G    | Estados Unidos          | Philadelphia 76ers                                                     | Cleveland State (Sr.)    |
| 1     | 23   | Charles Bradley    | G    | Estados Unidos          | Boston Celtics                                                         | Wyoming (Sr.)            |
| 2     | 24   | Jay Vincent        | F    | Estados Unidos          | Dallas Mavericks                                                       | Michigan State (Sr.)     |
| 2     | 25   | Tracy Jackson      | G/F  | Estados Unidos          | Boston Celtics (desde Detroit)                                         | Notre Dame (Sr.)         |
| 2     | 26   | Brian Jackson      | F    | Estados Unidos          | Portland Trail Blazers (desde New Jersey vía Indiana)                  | Utah State (Sr.)         |
| 2     | 27   | Howard Wood        | F    | Estados Unidos          | Utah Jazz                                                              | Tennessee (Sr.)          |
| 2     | 28   | Gene Banks         | G/F  | Estados Unidos          | San Antonio Spurs (desde Cleveland vía Los Angeles and Chicago)        | Duke (Sr.)               |
| 2     | 29   | Eddie Johnson      | G/F  | Estados Unidos          | Kansas City Kings (desde Atlanta)                                      | Illinois (Sr.)           |
| 2     | 30   | Ed Rains           | F    | Estados Unidos          | San Antonio Spurs (desde Seattle vía Chicago)                          | South Alabama (Sr.)      |
| 2     | 31   | Danny Ainge        | G/F  | Estados Unidos          | Boston Celtics (desde San Diego)                                       | Brigham Young (Sr.)      |
| 2     | 32   | Mike Olliver       | G    | Estados Unidos          | Chicago Bulls (desde Denver, traspasado a Indiana)                     | Lamar (Sr.)              |
| 2     | 33   | Sam Williams       | F    | Estados Unidos          | Golden State Warriors (desde Washington)                               | Arizona State (Sr.)      |
| 2     | 34   | Ken Green          | F    | Estados Unidos          | Denver Nuggets (desde Golden State vía Utah)                           | Pan American (Sr.)       |
| 2     | 35   | Charles Davis      | F    | Estados Unidos          | Washington Bullets (desde Houston)                                     | Vanderbilt (Sr.)         |
| 2     | 36   | Ray Blume          | G    | Estados Unidos          | Indiana Pacers (desde Kansas City vía Cleveland, traspasado a Chicago) | Oregon State (Sr.)       |
| 2     | 37   | Al Leslie          | G    | Estados Unidos          | Indiana Pacers                                                         | Bucknell (Sr.)           |
| 2     | 38   | Clyde Bradshaw     | G    | Estados Unidos          | Atlanta Hawks (desde Chicago)                                          | DePaul (Sr.)             |
| 2     | 39   | Harvey Knuckles    | F    | Estados Unidos          | Los Angeles Lakers (desde Portland vía Detroit)                        | Toledo (Sr.)             |
| 2     | 40   | Greg Cook          | F    | Estados Unidos          | New York Knicks                                                        | LSU (Sr.)                |
| 2     | 41   | Claude Gregory     | F    | Estados Unidos          | Washington Bullets (desde San Antonio)                                 | Wisconsin (Sr.)          |
| 2     | 42   | Elvis Rolle        | F/C  | Bahamas Estados Unidos  | Los Angeles Lakers                                                     | Florida State (Sr.)      |
| 2     | 43   | Elston Turner      | G/F  | Estados Unidos          | Dallas Mavericks (desde Phoenix)                                       | Mississippi (Sr.)        |
| 2     | 44   | Steve Lingenfelter | F    | Estados Unidos          | Washington Bullets (desde Milwaukee vía Kansas City y New Jersey)      | South Dakota State (Sr.) |
| 2     | 45   | Ed Turner          | F    | Estados Unidos          | Houston Rockets (desde Boston)                                         | Texas A&I (Sr.)          |
| 2     | 46   | Vernon Smith       | F    | Estados Unidos          | Philadelphia 76ers                                                     | Texas A&M (Sr.)          |

## Otras elecciones
La siguiente lista incluye otras elecciones de draft que han aparecido en al menos un partido de la NBA.
| Ronda | Pick | Jugador           | Pos. | Nacionalidad   | Equipo                                | Universidad/equipo          |
| ----- | ---- | ----------------- | ---- | -------------- | ------------------------------------- | --------------------------- |
| 3     | 49   | David Burns       | G    | Estados Unidos | New Jersey Nets                       | Saint Louis (Sr.)           |
| 3     | 52   | Rudy Macklin      | G/F  | Estados Unidos | Atlanta Hawks                         | LSU (Sr.)                   |
| 3     | 53   | Mark Radford      | G    | Estados Unidos | Seattle SuperSonics                   | Oregon State (Sr.)          |
| 3     | 54   | Jim Smith         | F    | Estados Unidos | San Diego Clippers                    | Ohio State (Sr.)            |
| 3     | 55   | Mickey Dillard    | G    | Estados Unidos | Cleveland Cavaliers (desde Denver)    | Florida State (Sr.)         |
| 3     | 57   | Frank Brickowski  | F/C  | Estados Unidos | New York Knicks (desde Washington)    | Penn State (Sr.)            |
| 3     | 61   | Pétur Guðmundsson | C    | Islandia       | Portland Trail Blazers                | Washington (Sr.)            |
| 3     | 66   | Craig Dykema      | F    | Estados Unidos | Phoenix Suns                          | Long Beach State (Sr.)      |
| 4     | 72   | Edmund Sherod     | G    | Estados Unidos | New Jersey Nets                       | Virginia Commonwealth (Sr.) |
| 4     | 76   | Lewis Lloyd       | G/F  | Estados Unidos | Golden State Warriors (desde Seattle) | Drake (Sr.)                 |
| 4     | 78   | Kenny Dennard     | F    | Estados Unidos | Kansas City Kings (desde Denver)      | Duke (Sr.)                  |
| 4     | 81   | Larry Spriggs     | F    | Estados Unidos | Houston Rockets                       | Howard (Sr.)                |
| 4     | 85   | Peter Verhoeven   | F    | Estados Unidos | Portland Trail Blazers                | Fresno State (Sr.)          |
| 4     | 86   | Alex Bradley      | F    | Estados Unidos | New York Knicks                       | Villanova (Sr.)             |
| 4     | 88   | Kevin McKenna     | G/F  | Estados Unidos | Los Angeles Lakers                    | Creighton (Sr.)             |
| 5     | 95   | Joe Cooper        | F/C  | Estados Unidos | New Jersey Nets                       | Colorado (Sr.)              |
| 5     | 102  | Hank McDowell     | F/C  | Estados Unidos | Golden State Warriors                 | Memphis State (Sr.)         |
| 5     | 103  | Garry Witts       | G/F  | Estados Unidos | Washington Bullets                    | Holy Cross (Sr.)            |
| 6     | 130  | Aiur Manguero     | C    | España         | Chicago Bulls                         | Louisville (Sr.)            |
| 7     | 150  | Clinton Wheeler   | G    | Estados Unidos | Kansas City Kings                     | William Paterson (Sr.)      |
| 8     | 165  | Bobby Cattage     | F    | Estados Unidos | Utah Jazz                             | Auburn (Sr.)                |
| 10    | 211  | Derrick Rowland   | G    | Estados Unidos | Denver Nuggets                        | Potsdam State (Sr.)         |

## Traspasos
1. 1 2 3 4
2. 1 2
3. 1 2
4. 1 2